# Vakunajka
La Vakunajka (in russo Вакунайка?) è un fiume della Russia siberiana orientale, affluente di destra della Čona (bacino idrografico del Viljuj). Scorre nel Katangskij rajon dell'Oblast' di Irkutsk e nel Mirninskij ulus della Sacha-Jakuzia.
Nasce e scorre nella parte orientale dell'altopiano della Siberia centrale dove questo si salda ad oriente alle alture della Lena, mantenendo direzione mediamente settentrionale su tutto il percorso; sfocia nella Čona nel suo medio corso, a 300 km dalla foce. Il principale affluente è il Killemtine (lungo 196 km), proveniente dalla destra idrografica.